# Metallurg Žlobin
Metallurg Žlobin je hokejový klub ze Žlobinu, který hraje Běloruskou hokejovou ligu. Klub byl založen roku 2006. Jejich domovským stadionem je Ice Palace Metallurg s kapacitou 2000 lidí.